# Sabadeco
Sabadeco – luksusowa dzielnica (wijk) miasta Kralendijk w gminie zamorskiej Bonaire, na wyspie o tej samej nazwie, w Holandii Karaibskiej. 1 stycznia 2020 r. liczyła 338 mieszkańców. Leży w północnej części miasta, na wybrzeżu. Nazwa dzielnicy pochodzi od pierwszych liter przedsiębiorstwa, które ją założyło – Santa Barbara Development Corporation.